# Jimmy Baron
James Edward "Jimmy" Baron Jr. (East Greenwich, Rhode Island, SAD, 23. svibnja 1986.) je američki košarkaš koji igra na poziciji organizatora igre. Trenutno je član ruskog Lokomotiv-Kubana iz Krasnodara.
Nakon sveučilišne karijere u rodnom Rhode Islandu, Jimmy Baron 2009. postaje članom turskog Mersina s kojim je igrao u turskom prvenstvu. Nakon godine dana u klubu, Baron potpisuje za španjolski Lagun Aro gdje provodi dvije sezone. Od 2012. godine igrač nastupa u ruskom Lokomotiv-Kubanu.

## Vanjske poveznice
- When Father and Son Clash at Rhode Island, Mom Mediates
- Gorhody.com  Arhivirana inačica izvorne stranice od 24. travnja 2013. (Wayback Machine)